# Svenska Baptisternas Sångarförbund
Svenska Baptisternas Sångarförbund (SBS), var ett sångarförbund i Sverige.

## Historia
Svenska Baptisternas Sångarförbund bildades 1912, på initiativ av Filip Bengtsson i Eskilstuna. År 1921 började man ge ut tidningen Sången med fyra nummer per år. Den kom 1970 att ersättas med tidningen Mixturen och lades ner 1999. 
Sångarförbundet slogs 2012 samman med Svenska Missionsförbundets sångarförbund och Metodistkyrkans Sångarförbund och bildade Equmeniakyrkans sångarförbund.